# Lituania en los Juegos Olímpicos de Río de Janeiro 2016
Lituania estuvo representada en los Juegos Olímpicos de Río de Janeiro 2016 por un total de 67 deportistas que compitieron en 15 deportes. Responsable del equipo olímpico es el Comité Olímpico Lituano, así como las federaciones deportivas nacionales de cada deporte con participación.
La portadora de la bandera en la ceremonia de apertura fue la regatista Gintarė Scheidt.

## Medallistas
El equipo olímpico de Lituania obtuvo las siguientes medallas:
| Nombre                               | Deporte      | Competición         |
| ------------------------------------ | ------------ | ------------------- |
| Oro                                  |              |                     |
| —                                    |              |                     |
| Plata                                |              |                     |
| Mindaugas Griškonis Saulius Ritter   | Remo         | Doble scull (M2X) M |
| Bronce                               |              |                     |
| Aurimas Didžbalis                    | Halterofilia | 94 kg M             |
| Aurimas Lankas Edvinas Ramanauskas   | Piragüismo   | K2 200 m M          |
| Donata Vištartaitė Milda Valčiukaitė | Remo         | Doble scull (W2X) F |